# Цинаско Нуово (Павија)
Цинаско Нуово је насеље у Италији у округу Павија, региону Ломбардија.
Према процени из 2011. у насељу је живело 601 становника. Насеље се налази на надморској висини од 81 м.